# Ancco
Ancco (en coréen : 앙꼬), de son vrai nom : Choi Kyung-jin (en coréen : 최경진) est une autrice de bande dessinée sud-coréenne née le 23 octobre 1983 à Seongnam, ville proche de Séoul, Corée du Sud.

## Biographie
Troisième fille d'une famille de quatre enfants, Ancco se fait connaître en 2002-2003 en publiant son journal en dessins sur internet, qui sera ensuite édité en album. Son premier ouvrage publié en France est Jindol et moi aux Éditions Philippe Picquier en 2007. En 2009, elle livre Aujourd'hui n'existe pas (éd. Cornélius),. Mauvaises filles, paru en France en 2016 (Cornélius), met en scène deux jeunes filles fragiles qui, à la fin des années 1990 en Corée, échouent dans un bar à hôtesses. L'album reçoit le Prix Révélation au Festival d'Angoulême 2017 et le Korean Comics Today prize. 

## Publications

### Bande dessinée
- Jindol et moi, traduit du coréen (Ancco's diary) par Lim Yeong-hee et Françoise Nagel, éditions Picquier, 2007  (ISBN 978-2-87730-930-1) (BNF 41215145)
- Aujourd'hui n'existe pas, Cornélius, coll. « Pierre et Paul », 2009,  (ISBN 9782915492835) (BNF 42064555)
- Mauvaises filles, traduction de Yoon-Sun Park, Cornélius, coll. « Pierre et Paul »[6], 2016  (ISBN 9782360811120)

## Distinctions

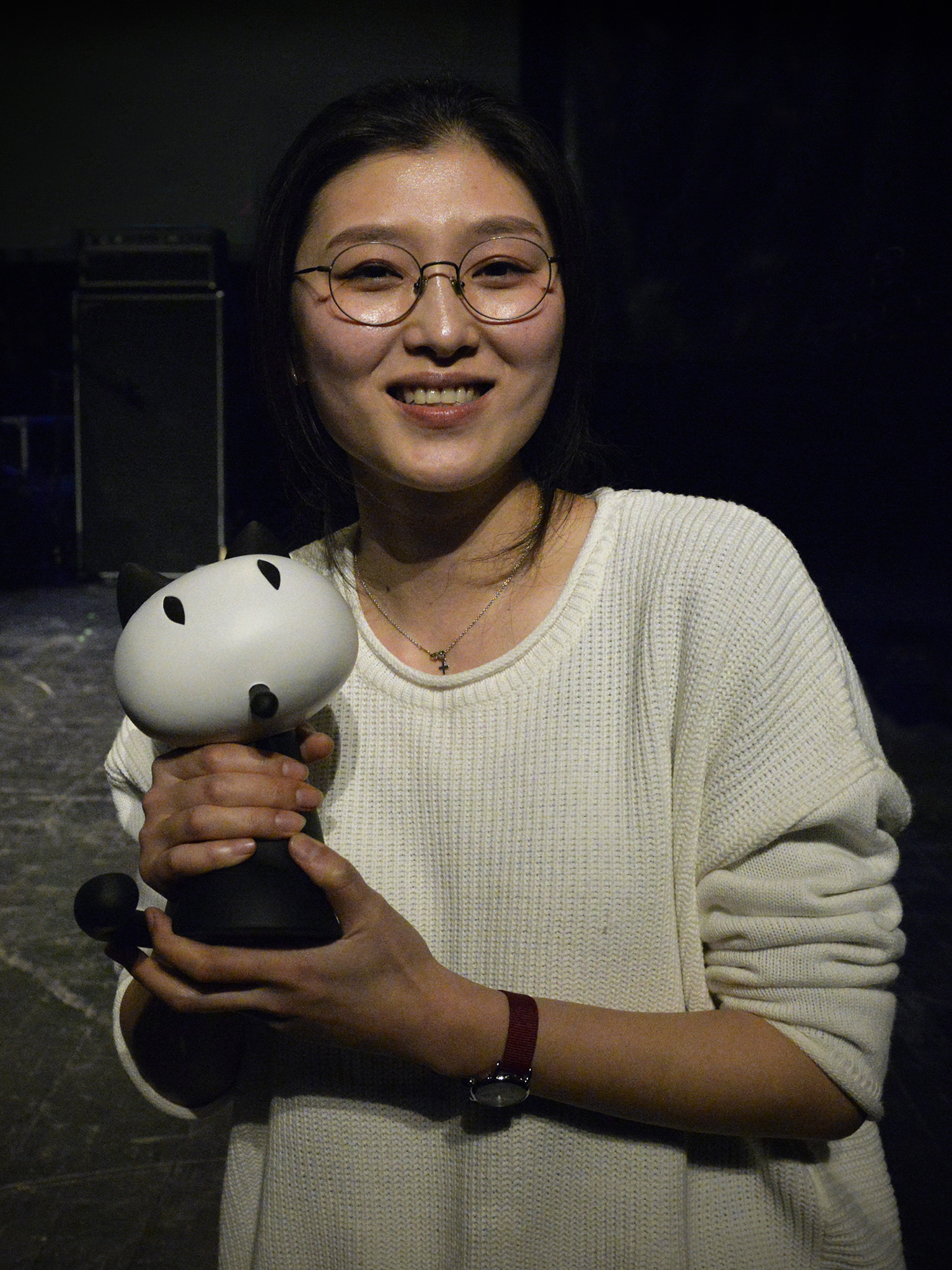
Ancco avec le fauve Révélation au Festival d'Angoulême 2017.

- 2017 : Prix révélation du festival d'Angoulême pour Mauvaises filles

## Expositions
- Collectif Sai Comics, Festival d'Angoulême 2009
- Centre belge de la bande dessinée, Bruxelles,  mars-avril 2016